# Grafhorst
Grafhorst ist eine Gemeinde im Landkreis Helmstedt in Niedersachsen (Deutschland). Sie ist Mitgliedsgemeinde der Samtgemeinde Velpke.

## Geografie
Grafhorst liegt zwischen den Naturparks Elm-Lappwald und Drömling an der Aller. Ein Teil der Gemeinde liegt im Drömling.

## Geschichte
Im Jahr 1212 erfolgte die erste urkundliche Erwähnung der Gemeinde. Die Namensherkunft ist nicht eindeutig. Der Namensteil Graf- könnte wie andere Ort der Gegend eine slawische Herkunft haben, wobei grab oder hrab für Weißbuche steht. Ebenso könnte der Ortsname von einem wüst gewordenen slawischen Dorf Grabow übernommen worden sein. Der Namensteil Horst deutet auf einen erhöhten Ort der Siedlung am Rande des Niederungsgebietes Drömling.
Nördlich von Grafhorst, westlich der heutigen Straße nach Breitenrode, lag im damaligen Sumpfgebiet eine Befestigungsanlage, bei der es sich vermutlich um eine frühmittelalterliche Fliehburg handelte. 1898 fand an der Stelle eine archäologische Ausgrabung statt. Dabei wurde eine ovale Anlage von 45 × 65 m Durchmesser festgestellt, die einst von einem Graben und einem Wall umgeben war. Im Boden wurden Teile von Mauerwerk, Tierknochen und Tonscherben gefunden. Nach dem Ende des Zweiten Weltkriegs lag der Ort bis zur Wiedervereinigung unmittelbar an der innerdeutschen Grenze, die hier in Ortslage von der Aller gebildet wurde.

## Politik

### Rat
Der Rat ist die kommunale Volksvertretung der Gemeinde Grafhorst. Über die Vergabe der neun Sitze entscheiden die Bürger alle fünf Jahre in allgemeiner, unmittelbarer, freier, gleicher und geheimer Wahl.
2021–2026
Aus dem Ergebnis der Kommunalwahl 2021 ergab sich folgende Sitzverteilung:
| Aktuelle Sitzverteilung im RatInsgesamt 11 Sitze - SPD: 4 - Grüne: 1 - CDU: 6 | Ratswahl 2021Wahlbeteiligung: 69,4 % 6050403020100 50,13 (+11,83)42,60 (−9,50)7,27 (−2,43) CDUSPDGrüne2016 |

2016–2021
Bei den Kommunalwahlen 2016 erhielt die SPD fünf Sitze, die CDU drei und die Grünen einen Sitz.

### Bürgermeister
Torben Berndt (CDU) ist seit November 2021 der ehrenamtliche Bürgermeister der Gemeinde Grafhorst.
Er folgt damit auf den langjährigen Amtsinhaber Klaus Wenzel (SPD).

## Kultur und Sehenswürdigkeiten

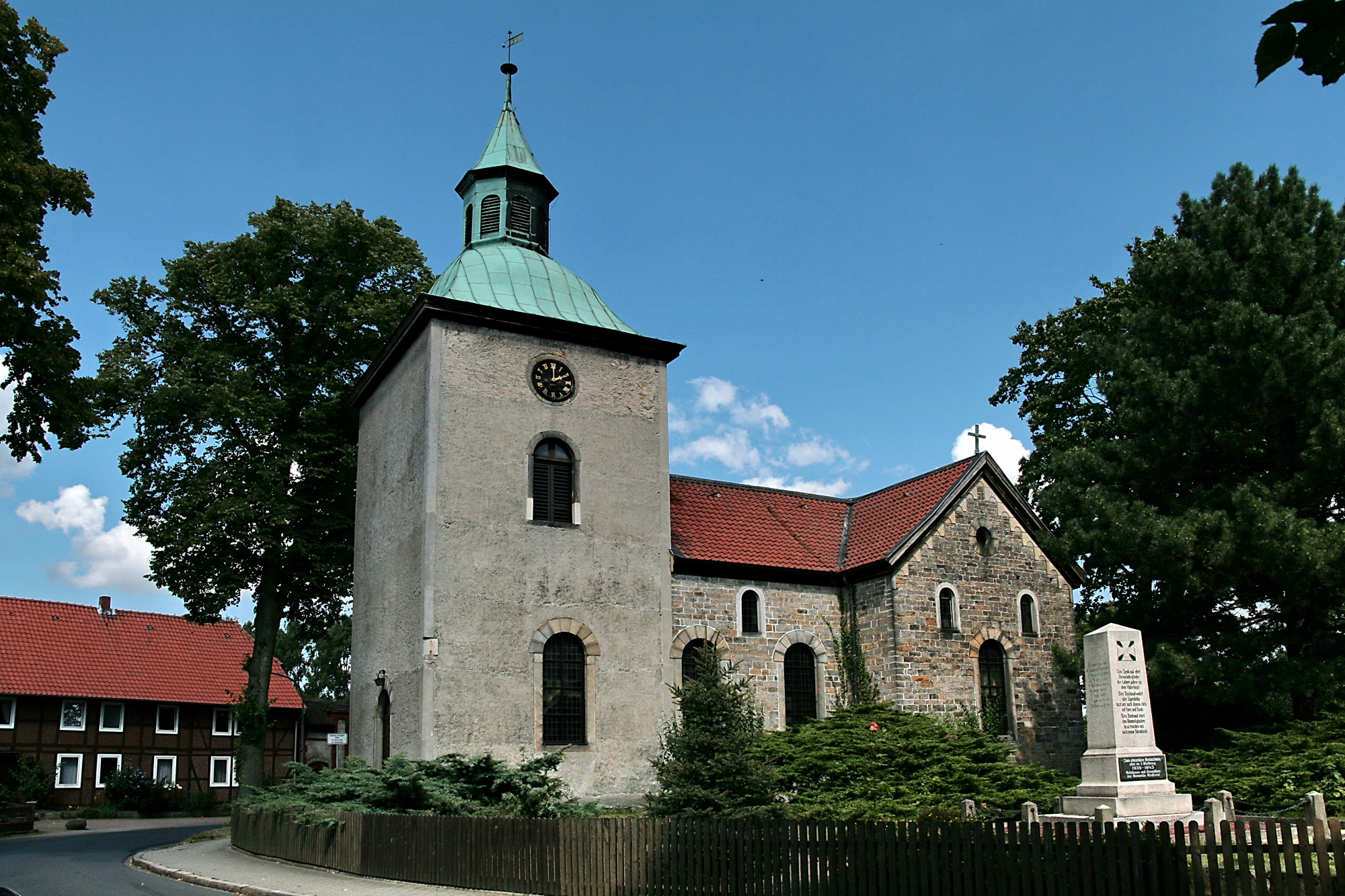
Elisabethkirche

## Wirtschaft und Infrastruktur

### Bildung
Die Kindertagesstätte Zwergenhöhle wurde im August 1995 eröffnet und ist die einzige Einrichtung dieser Art im Ort. Eine Schule besteht in Grafhorst nicht.

### Verkehr
Grafhorst liegt direkt an der Bundesstraße 244, die von Helmstedt nach Wittingen führt.
Bis 1945 hatte Grafhorst einen Bahnhof an der Bahnstrecke Wittingen–Oebisfelde, von 1953 bis 1955 an der Bahnstrecke Schandelah–Oebisfelde.

## Religionen
In Grafhorst befindet sich die evangelisch-lutherische Elisabethkirche. Am 1. Januar 2017 fusionierte die Kirchengemeinde Grafhorst mit der Kirchengemeinde Danndorf zur Kirchengemeinde
Danndorf-Grafhorst. Für die katholischen Einwohner befindet sich die St.-Marien-Kirche im fünf Kilometer entfernten Velpke.

## Persönlichkeiten
- Georg Wenzel, Ehrenbürger und Politiker